# Zeche Kurl
Die Zeche Kurl (ursprünglich Courl, ab 1916 dann Kurl) ist ein ehemaliges Bergwerk im Dortmunder Stadtteil Kurl.

## Bergwerksgeschichte
Nach erfolgreichen Probebohrungen in den Jahren 1853/54 erwarb der Massener Bergbauverein 1855 die erforderlichen Grundstücke unmittelbar an der Bahnstrecke der Köln-Mindener Eisenbahn-Gesellschaft. Der erste Schacht der späteren Zeche Courl wurde ab 1856 nach dem Einbau einer Dampfmaschine unter dem Namen „Asseln 1“ für die Zeche Massener Tiefbau geteuft und erreichte drei Jahre später bei einer Teufe von 172 Metern das Karbon. Im August 1859 begann die Kohleförderung. Der zweite Schacht, Schacht „Asseln 2“, wurde 1863 niedergebracht. Bereits 1863 wurden die Schächte in „Courl 1/2“ umbenannt und als eigenständige Zeche geführt. Vier Bergarbeiter starben bei einer Schlagwetterexplosion am 2. September 1865. Eine weitere Schlagwetterexplosion am 26. August 1872 forderte fünf Todesopfer. Der dritte Schacht folgte 1873, wird jedoch später nicht mehr erwähnt. Von 1873 bis 1918 wurde eine Kokerei und von 1910 bis 1911 eine Brikettfabrik betrieben. 1899 übernahm die Harpener Bergbau AG die Zeche Courl. In der Folge wurden die zentralen Übertageanlagen für beide Schächte erneuert – mit zwei Födergerüsten in der für die Harpener Bergbau AG typischen Bauart des Tomson-Bocks, erstellt durch die Dortmunder Stahlbau-Firma Aug. Klönne.
Für die zuziehenden Bergleute und ihre Familien wurde die Zechenkolonie Kaiserau gebaut; die Sektionen I–IV wurden zwischen 1870 und 1883 auf dem Gebiet der Gemeinde Methler errichtet, die Sektionen V–VIII wurden zwischen 1886 und 1895 auf dem Gebiet der Gemeinde Westick errichtet. Ebenso wurde ein zecheneigener Kindergarten in der Kolonie errichtet.
Seine höchste Förderung von 542.492 Tonnen erreichte das Bergwerk mit 1508 Beschäftigten im Jahr 1929. Im Juni 1931 wurde das Bergwerk stillgelegt und 1933 die Schächte 1 und 2 verfüllt bzw. abgedeckt. Die Betriebsgebäude wurden größtenteils abgerissen. Das Grubenfeld der Zeche Kurl wurde von der Zeche Gneisenau übernommen, die die Schächte ab 1939 aufwältigte und wieder in Betrieb nahm. In den 1960er Jahren wurden zwei neue Schächte (Kurl 3 in Lünen-Niederaden und Kurl 4 in Dortmund-Lanstrop) abgeteuft, die der Seilfahrt, Materialförderung und Bewetterung der Zeche Gneisenau dienten. 1978 wurden die Schächte 1 und 2 erneut stillgelegt und 1982 verfüllt. Als die Zeche Gneisenau drei Jahre später die Förderung einstellte, erfolgte auch die Verfüllung von Schacht 4.
Der Schacht Kurl 3 wurde zunächst noch als Stillstandsbereich offengehalten und später von der Zeche Haus Aden in Bergkamen-Oberaden übernommen. 1993 erfolgte der Verbund dieses Bergwerks mit der Zeche Monopol zu Haus Aden/Monopol, wo der Schacht Kurl 3 weiterhin als Wetterschacht in Betrieb war und 1998 den Zusammenschluss mit der Zeche Heinrich-Robert zum Bergwerk Ost erlebte. Im gleichen Jahr wurde der Schacht endgültig aufgegeben und verfüllt.

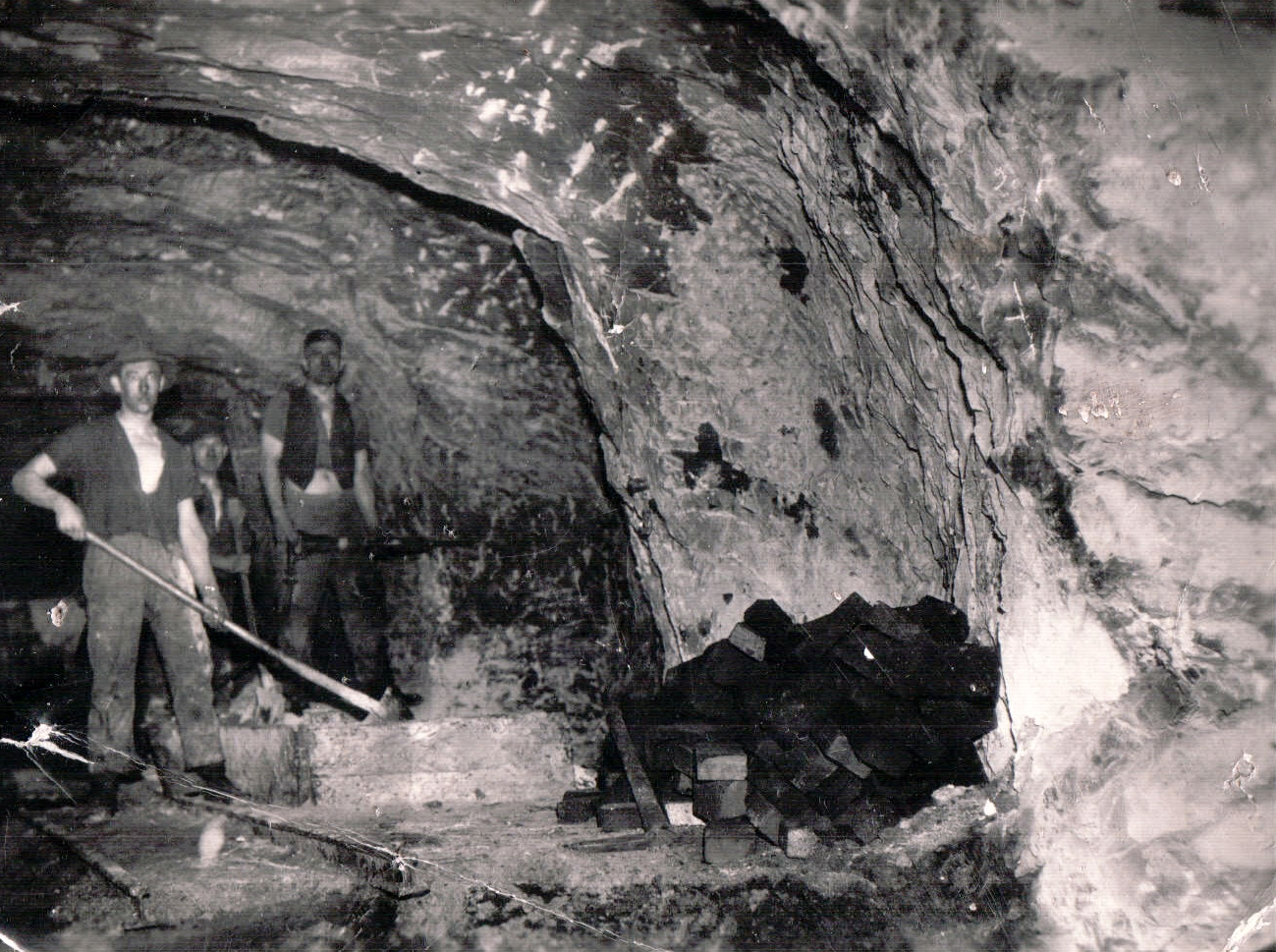
Bergleute in der Zeche Kurl, um 1930
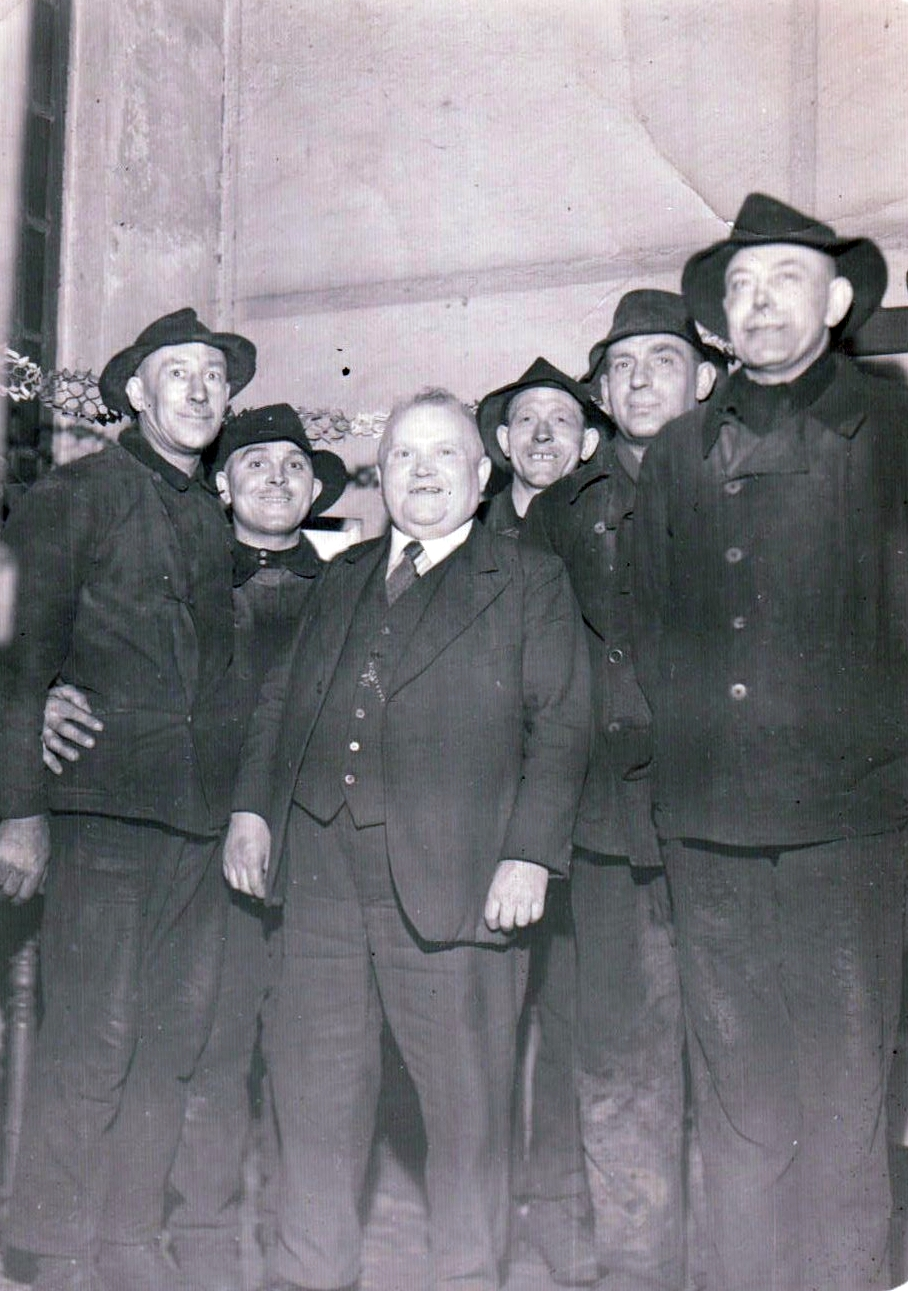
Bergarbeiter und Assessor bei einem Betriebsfest der Zeche Kurl, um 1930

## Heutiger Zustand
Von der Schachtanlage 1/2 sind in Kurl an der Husener Straße noch die Zechenmauer, eine Halle der Ammoniakfabrik und die Garage erhalten geblieben. Auf dem Parkplatz des Lidl-Marktes markieren zwei Protegohauben den Standort der Schächte 1 und 2. Auf dem Gelände der Schachtanlage 3 an der Dammstraße in Lünen-Niederaden wird heute eine Grubengasgewinnungsanlage betrieben. Von Schacht 4 an der Lanstroper Straße ist außer der Protegohaube über dem verfüllten Schacht nichts mehr vorhanden.